# Зелена омладина Србије
Зелена омладина Србије (ЗОС) је омладинско крило политичке странке Зелено-леви фронт. Раније је била невладина организација. ЗОС је основан 2000. године са седиштем у Београду.

## Историја
Зелена омладина Србије (ЗОС) је основан 10. септембра 2000. године са циљем промовисања зелене политике. Првобитно је било омладинско крило Зелене странке. Као удружење грађана је регистровано у Агенцији за привредне регистре 4. марта 2006. године. ЗОС је у децембру 2011. године покренуо пројекат "Рециклажни инфо центар" уз финансирање Градске општине Палилула како би се повећала свест о рециклажи међу грађанима. 2014. године ЗОС је организовао акције против новог Закона о раду.
Од јуна 2023. године ЗОС делује као омладинско крило и аутономна организација унутар политичке странке Зелено-леви фронт.

### Еко фест
ЗОС је раније организовао Еко фест што је фестивал филма, дискусија, изложби и радионица. Актуелне теме Еко феста су биле нуклеарна енергија, органска пољопривреда, генетски модификована храна, рециклажа, одрживи транспорт, природне непогоде, климатске промене, воде јавног добра, храна.

## Организација
ЗОС је од 2001. члан Федерације младих европских зелених која је 2007. године постала омладинско криле Европске зелене странке. Такође је један од оснивача Мреже за сарадњу и развој Источне Европе. Од самог почетка сарадње са овим организацијама, ЗОС је организовао активности како би промовисали идеје зелене политике. ЗОС такође самостало спроводи кампање, акције и пројекте на различите теме како би се грађани едуковали.
Након регистровања као удружење грађана 2006. године, ЗОС је навело заштиту животне средине, заштиту природе, заштиту људских права и унапређење омладинске политике и положаја младих као своје циљеве. На својој веб страници ЗОС је делило своју делатност у четири сегмента: демократија, социјална правда, ненасиље и животна средина. Активности удружења су вођене начелима зелене политике ка активизму на локалном нивоу, предлагању стратегија и програма политичким структурама на националном нивоу и остваривању сарадњи са различитим врстама институција на међународном нивоу.
Органи ЗОС чине конгрес, главни одбор и секретаријат.